# مركز السياسة الوطنية (الأمريكي)
مركز السياسة الوطنية بالإنجليزية Center for National Policy CNP هو مركز أميركي غير ربحي وغير تابع لأي حزب، يعمل على جمع ودراسة الأبحاث السياسة العامة ومقره في واشنطن العاصمة.
ووفقا لبيان مهمته، فهو «مخصص لدفع عجلة الاقتصاد والأمن القومي للولايات المتحدة»، والهدف المعلن هو «ربط كبار واضعي السياسات الأمريكيين مع أكثر البحوث ابتكارا وقيادة الفكر حول القضايا التي تأثر في أمن أميركا». المركز لديه حاليا المشاريع التي تركز على القوة العاملة الأمريكية والديمقراطية والتنمية والابتكار، والمرونة، والدفاع. وفي كثير من الأحيان  يعمل المركز في الأحداث والموائد المستديرة، واجتماعات السياسة التي تتميز بخبرائها في قضايا الأمن القومي والقضايا الاقتصادية.
أصبح سكوت بيتس الرئيس السابع لمركز السياسة الوطنية في 1 يناير، 2012. وقد عمل السيد بيتس في المراكز القيادية في الدولة، على الصعيدين الوطني والدولي وساعد من خلال مناصبه في وضع السياسات الحكومية لأكثر من عشرين عاما.

## تاريخ نشأته
تأسس مركز السياسة الوطنية الأمريكي في عام 1981. بيتر كوفلر، مدير مركز مارجورى كوفلر لمناهضة التعذيب، يشغل الآن منصب رئيس مركز خلفا ليون بانيتا، مستشار رئيس المجلس الوطني للسياسات الأمريكية CNP والرئيس السابق لهيئة موظفي البيت الأبيض.
أسماء الرؤساء السابقين ورؤساء CNP هم سفير الولايات المتحدة إلى الهند والعضو السابق في الكونغرس، تيموثي رومر، ووزراءالخارجية الثلاثة السابقون، مادلين أولبرايت، إدموند موسكي، وسايرس فانس. وشملت باقي أعضاء المجلس CNP وزير الخزانة الأمريكي السابق روبيرت روبين، الرئيس السابق لمجلس النواب الأمريكي توماس فولي، العضوان الجمهوريين السابقين في الكونغرس جاك بوشنر ورود تشاندلر، والعضوان الديمقراطيان السابقين في الكونغرس جون براديمس ومايكل بارنز.